# Livistona halongensis
Espèce
Livistona halongensis est une espèce de plantes à fleurs de la famille des Arecaceae. C'est un palmier, collecté pour la première fois dans la baie d'Ha Long, au Vietnam, en 1999,,. L'espèce a été décrite par Tiên Hiêp Nguyên et Ruth Kiew en 2000 . C'est un palmier à feuilles palmées  .

## Description
Livistona halongensis est une plante qui aime la lumière, poussant souvent au sommet d'îles rocheuses en dominant les aux autres plantes. Les racines de cette espèce sont très solides et dures, capables de s'accrocher aux rochers et de s'insérer très profondément dans les fissures de ces montagnes calcaires. Le tronc du palmier Ha Long est en forme de colonne, non ramifié, sa hauteur  « mature » est de 7 à 12 m, le diamètre du stipe est de 25 à 30 cm. Les feuilles, palmées, sont disposées en forme de rosette  au sommet de la tige, le limbe est fendu, le diamètre moyen est de 45 à 60 cm, le pétiole mesure de 0,8 à 1,2 m de long, avec deux rangées d'épines de chaque côté de la tige. La période de floraison s'étend d'avril à juin. L'inflorescence comporte des fleurs jaune-blanc, poussant en grappes comme des queues d'écureuil, tandis que les fruits sont sphériques, de 1,6 à 1,8 cm de diamètre, de couleur verte .

### Conservation
Afin de préserver et de propager le palmier d'Ha-Long, depuis la mi-2006, le Conseil de gestion de la baie d'Ha Long, l'Institut vietnamien d'écologie et de ressources biologiques et le Centre de recherche, d'application de la science, de production agricole et forestière de la province de Quang Ninh ont coordonné et mis en œuvre le projet " Recherche sur les caractéristiques biologiques, la conservation et le développement des espèces de palmiers endémiques dans la baie d'Ha Long ". Trois ans après le début de mise en œuvre, le projet a rencontré un certain succès dans la sélection du palmier Ha Long. Grâce à l'expérience de culture de graines dans un sol naturel, avec une humidité de 60 %, le taux de germination des graines a atteint 23 % ; sur sable fin, avec une humidité de 60%, le taux de germination a atteint 10%. Au bout de 15 jours, les graines de palmier germent. En 25 jours, les plants mesurent 6 cm de haut et en 90 jours, ils mesurent 12 cm. Le Conseil de gestion de la baie d'Ha Long a sélectionné et planté 80 palmiers dans deux zones des îles Cat Lan et Hang Trai de la baie d'Ha-Long. Ces arbres sont vivants et poussent bien. En plus de la zone côtière de la baie d'Ha-Long, cette espèce végétale endémique a également été cultivée et propagée expérimentalement dans le parc national de Cat Ba .

## Distribution et habitat
Livistona halongensis est endémique du Vietnam, où elle est confinée aux îles de la baie d'Halong  , classée au patrimoine mondial de l'UNESCO. Son habitat se trouve dans les crevasses des îles calcaires .

## Photos

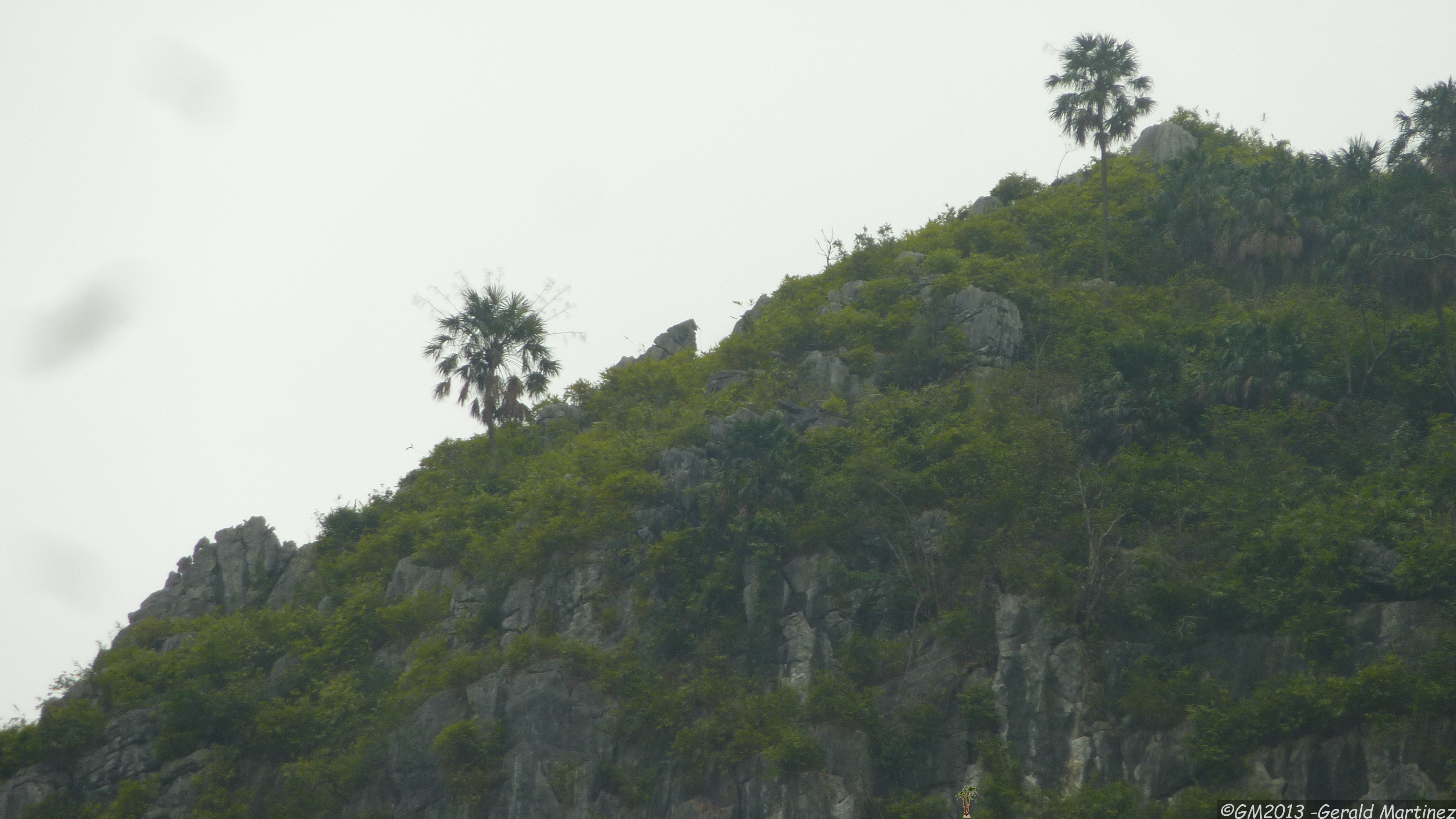
Livistona halongensis dans la Baie d'Halong
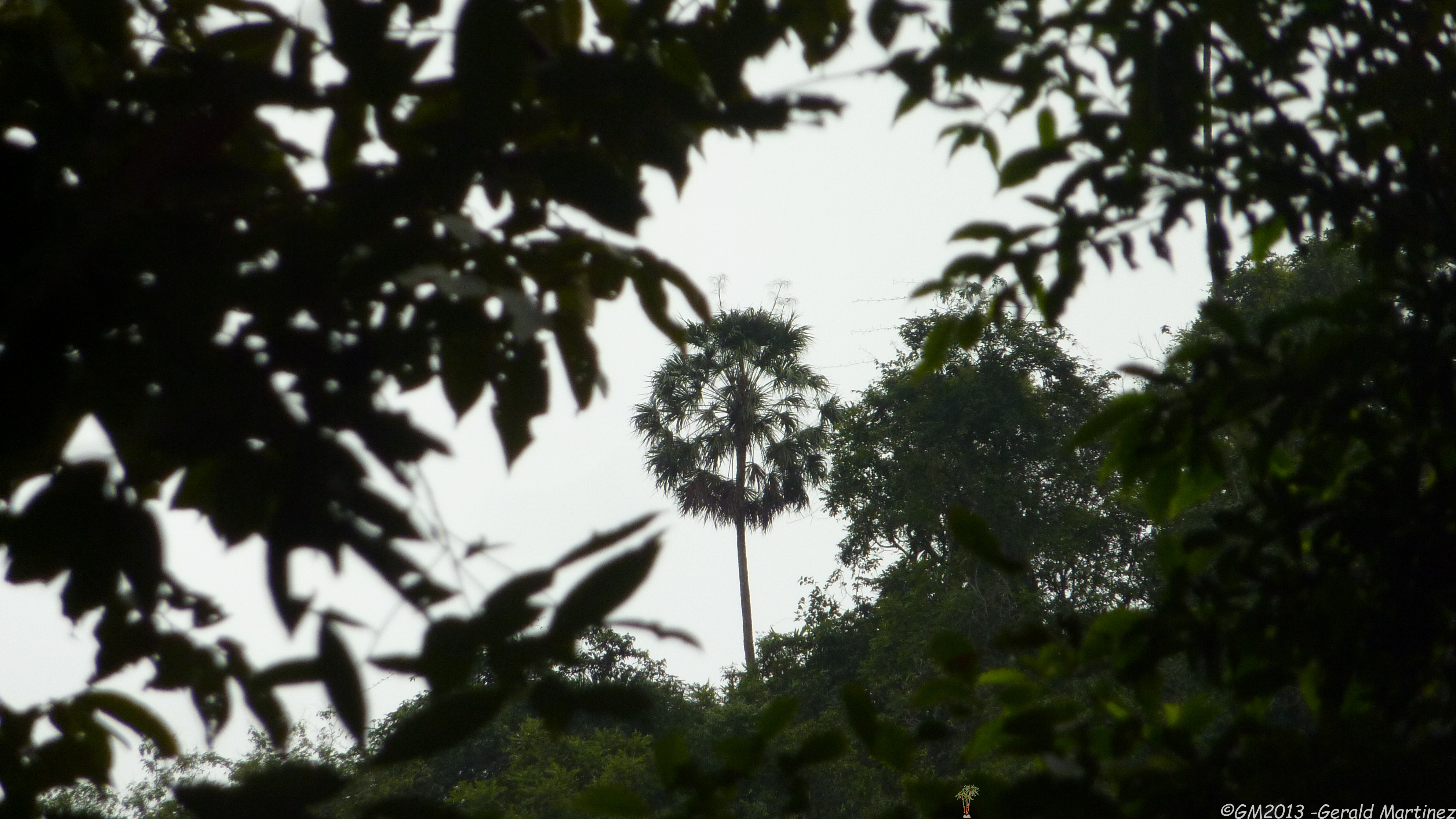
L. halongensis
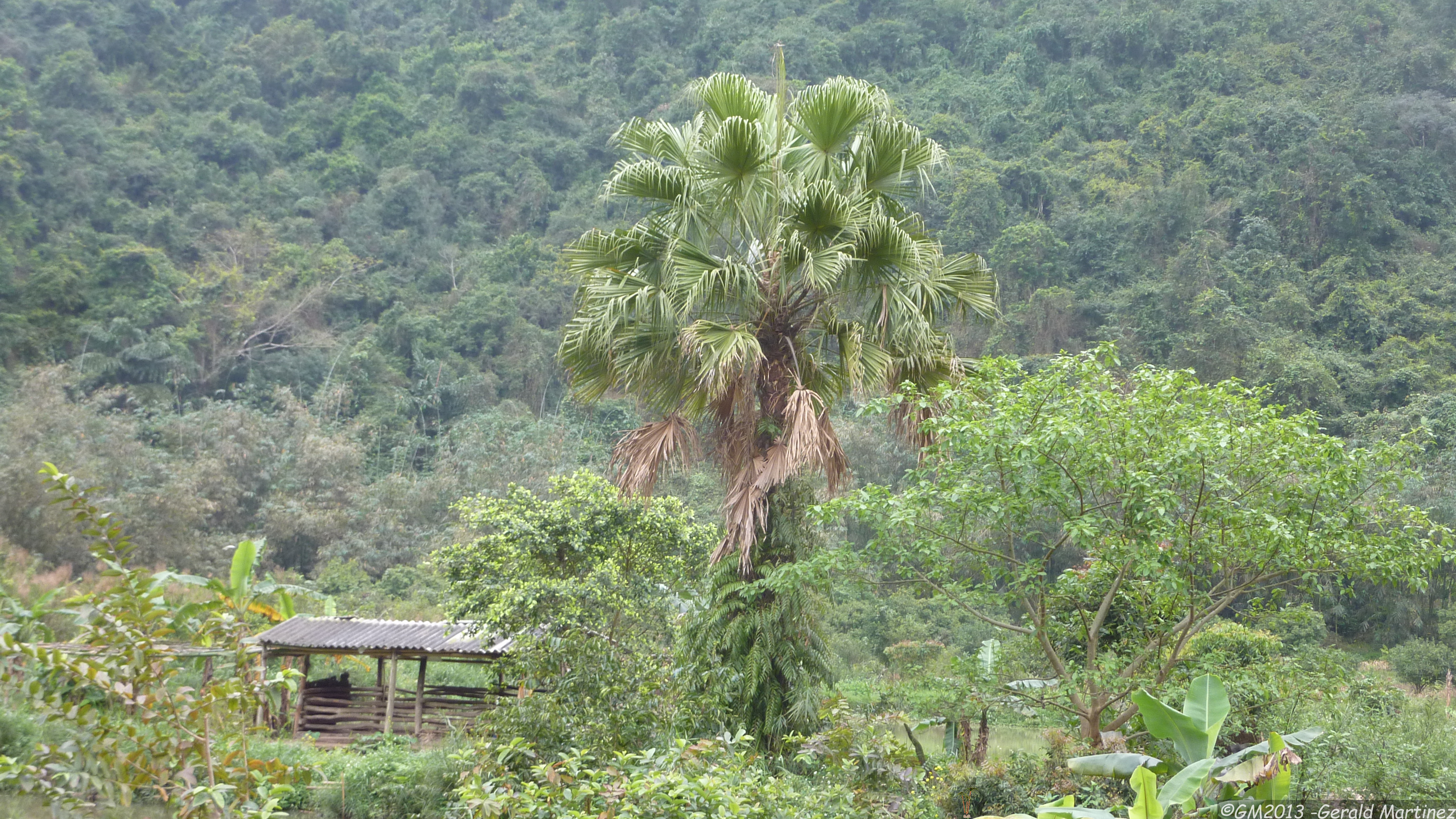
Livistona halongensis in situ avec infrutescence